# Junta Departamental de Canelones
La Junta Departamental de Canelones es el órgano que ejerce el poder legislativo del Departamento de Canelones (Uruguay), según lo establece el artículo N° 273 de la Constitución de la República Oriental del Uruguay. También sirve como contralor del Gobierno Municipal.

## Composición
El organismo se integra por 31 miembros denominados ediles, elegidos cada 5 años en las elecciones departamentales. Para integrar la Junta Departamental se requiere 18 años cumplidos de edad, ciudadanía natural o legal con 3 años de ejercicio y ser nativo del departamento o estar radicado en él desde al menos 3 años antes de las elecciones.

## Historia
Entre los primeros antecedentes institucionales se destaca la Constitución de 1918, donde el legislativo departamental aparece bajo el nombre de Asambleas Representativas. En noviembre de 1919, a través de la ley Orgánica de Gobierno y Administración Local N.º 7042 se reglamentó su integración, funcionamiento y competencias. Según el artículo N.º 10, los miembros de la Asamblea Representativa serían reconocidos como diputados departamentales.
La actual denominación del organismo aparece por primera vez en la Constitución de 1934, con diferencias en la cantidad de integrantes, pero con las mismas funciones a nivel territorial. Es a partir de la Ley Orgánica Municipal N.º 9515 promulgada en octubre de 1935, que los miembros de las Juntas Departamentales comienzan a ser denominados Ediles.
En 1973 se disolvieron las Juntas Departamentales, sustituidas en el mismo año por las denominadas Juntas de Vecinos. Con el retorno de la democracia, la Junta Departamental retoma las competencias institucionales establecidas en la Constitución de 1967.
La descripción del funcionamiento de la Junta Departamental de Canelones, tanto en lo que respecta a las Comisiones Asesoras como a las posibles categorías de votación en el Plenario de Ediles, se especifica en el Reglamento Interno, aprobado originalmente por el Decreto N.º 314 de diciembre de 1959.

## Edificio
La sede de la Junta Departamental de Canelones estuvo ubicada en diferentes espacios de la capital del departamento. En una primera instancia compartía la sede de gobierno con el Intendente y el Jefe de Policía, en el actual edificio de la Jefatura de Policía de Canelones. Mientras el Intendente se trasladó al Palacio Municipal en el año 1951, el legislativo continuó funcionando frente a la plaza principal hasta el Golpe de Estado del 27 de junio de 1973.
La Junta Departamental retoma en el año 1985 las competencias institucionales establecidas en la Constitución de 1967 desde su sede sobre la calle Luis Alberto de Herrera. Dadas las dimensiones del nuevo edificio, adquirido a fines de la década de 1970, las reuniones plenarias del legislativo se realizaron hasta setiembre del año 2014 en un anexo ubicado en el Parque Artigas (actual Prado - Parque Cultural).
En octubre de 2014 se inauguró la Sala de Sesiones 'Congreso de los Pueblos Libres', construida a continuación del edificio con entrada por calle Herrera, permitiendo la realización de las Sesiones del Plenario en las instalaciones de la Junta Departamental de Canelones.